# XII Giochi del Commonwealth
I XII Giochi del Commonwealth si tennero a Brisbane (Australia) tra il 30 settembre e il 9 ottobre 1982. Vi parteciparono 46 nazioni, 23 delle quali ottennero almeno una medaglia, con un totale di 1583 atleti.

## Sport
I Giochi del Commonwealth del 1982 hanno compreso un totale di 12 sport. Le discipline generali affrontate dagli atleti sono state le seguenti:
- Atletica leggera
- Badminton
- Ciclismo
  -  Ciclismo su strada
  -  Ciclismo su pista
- Lawn bowls
- Lotta
- Pugilato
- Sollevamento pesi
- Sport acquatici
  -  Nuoto
  -  Nuoto sincronizzato
  -  Tuffi
- Tiro
  - Fucile
  - Fucile a canna liscia
  - Pistola
- Tiro con l'arco

## Nazioni partecipanti
Le nazioni partecipanti sono state (in grassetto quelle che hanno partecipato per la prima volta):

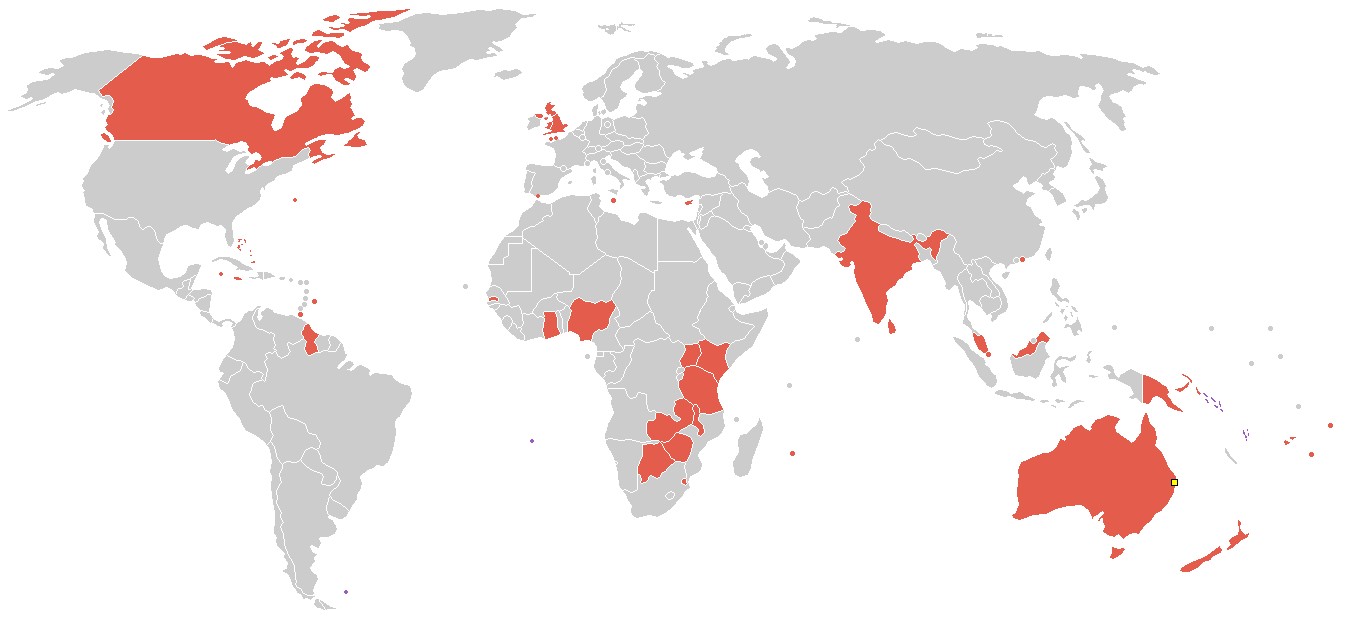
Participating countries

- Australia
- Bahamas
- Barbados
- Bermuda
- Botswana
- Canada
- Cipro
- Figi
- Inghilterra
- Galles
- Gambia
- Ghana
- Giamaica
- Gibilterra
- Grenada
- Guernsey
- Guyana
- Hong Kong
- India
- Irlanda del Nord
- Isola di Man
- Isole Cayman
- Isole Falkland
- Jersey
- Kenya
- Lesotho
- Malawi
- Malaysia
- Malta
- Mauritius
- Nigeria
- Nuova Zelanda
- Papua Nuova Guinea
- Samoa Occidentali
- Sant'Elena
- Scozia
- Singapore
- Solomone
- Sri Lanka
- Swaziland
- Tanzania
- Tonga
- Trinidad e Tobago
- Uganda
- Vanuatu
- Zambia
- Zimbabwe

## Medagliere
| Posiz. | Nazione          | Oro | Argento | Bronzo | Totale |
| ------ | ---------------- | --- | ------- | ------ | ------ |
| 1      | Australia        | 39  | 39      | 29     | 107    |
| 2      | Inghilterra      | 38  | 38      | 32     | 108    |
| 3      | Canada           | 26  | 23      | 33     | 82     |
| 4      | Scozia           | 8   | 6       | 12     | 26     |
| 5      | Nuova Zelanda    | 5   | 8       | 13     | 26     |
| 6      | India            | 5   | 8       | 3      | 16     |
| 7      | Nigeria          | 5   | 0       | 8      | 13     |
| 8      | Galles           | 4   | 4       | 1      | 9      |
| 9      | Kenya            | 4   | 2       | 4      | 10     |
| 10     | Bahamas          | 2   | 2       | 2      | 6      |
| 11     | Giamaica         | 2   | 1       | 1      | 4      |
| 12     | Tanzania         | 1   | 2       | 2      | 5      |
| 13     | Malaysia         | 1   | 0       | 1      | 2      |
| 13     | Hong Kong        | 1   | 0       | 1      | 2      |
| 15     | Figi             | 1   | 0       | 0      | 1      |
| 15     | Zimbabwe         | 1   | 0       | 0      | 1      |
| 17     | Irlanda del Nord | 0   | 3       | 3      | 6      |
| 18     | Uganda           | 0   | 3       | 0      | 3      |
| 19     | Zambia           | 0   | 1       | 5      | 6      |
| 20     | Guernsey         | 0   | 1       | 1      | 2      |
| 21     | Bermuda          | 0   | 0       | 1      | 1      |
| 21     | Singapore        | 0   | 0       | 1      | 1      |
| 21     | Swaziland        | 0   | 0       | 1      | 1      |
| Total  | Total            | 143 | 141     | 153    | 437    |